# Felix da Housecat
Felix da Housecat, de son vrai nom Felix Stallings (né le 27 août 1971 à Chicago, dans l'Illinois), est un DJ et producteur américain de house. Il est considéré comme faisant partie de la seconde vague de Chicago house. Il se fait rapidement connaître dans le milieu house sous différents pseudonymes tels que Thee Maddkatt Courtship, Aphrohead et Sharkimaxx. Felix Stallings possède un label, Radikal Fear Records, qui est un des premiers labels des années 1990 de Chicago.

## Biographie

### Jeunesse et débuts
À ses débuts, Felix da Housecat est un artiste émergent de graffiti vivant à Chicago. Il est alors situé dans un endroit privilégié pour assister au développement de la house. Il fait ses études au Rich East High School à Park Forest dans l'Illinois au milieu des années 1980. C'est alors qu'il rencontre un des pionniers de l'acid house, DJ Pierre, qui lui sert de guide et l'initie à la musique électronique alors qu'il a 15 ans. Cet événement le conduit à réaliser son premier single Phantasy Girl, en 1987. Il commence alors à utiliser plusieurs pseudonymes parmi lesquels Carlos The Jackal, Afrohead, Electrikboy, Sharkimaxx et Thee Jamie Starr Scenario.
En 1987, il met de côté la musique pour rentrer à l'université d'État de l'Alabama pour étudier les médias et la communication. Il s'imprègne alors de tous les types de musique du moment avec, entre autres, Prince, A Tribe Called Quest et Gang Starr. À ce niveau, il commence à s'intéresser au hip-hop et aux morceaux de RnB, deux genres de sonorités qu'il continue de mêler à ses productions par la suite.

### Depuis les années 1990

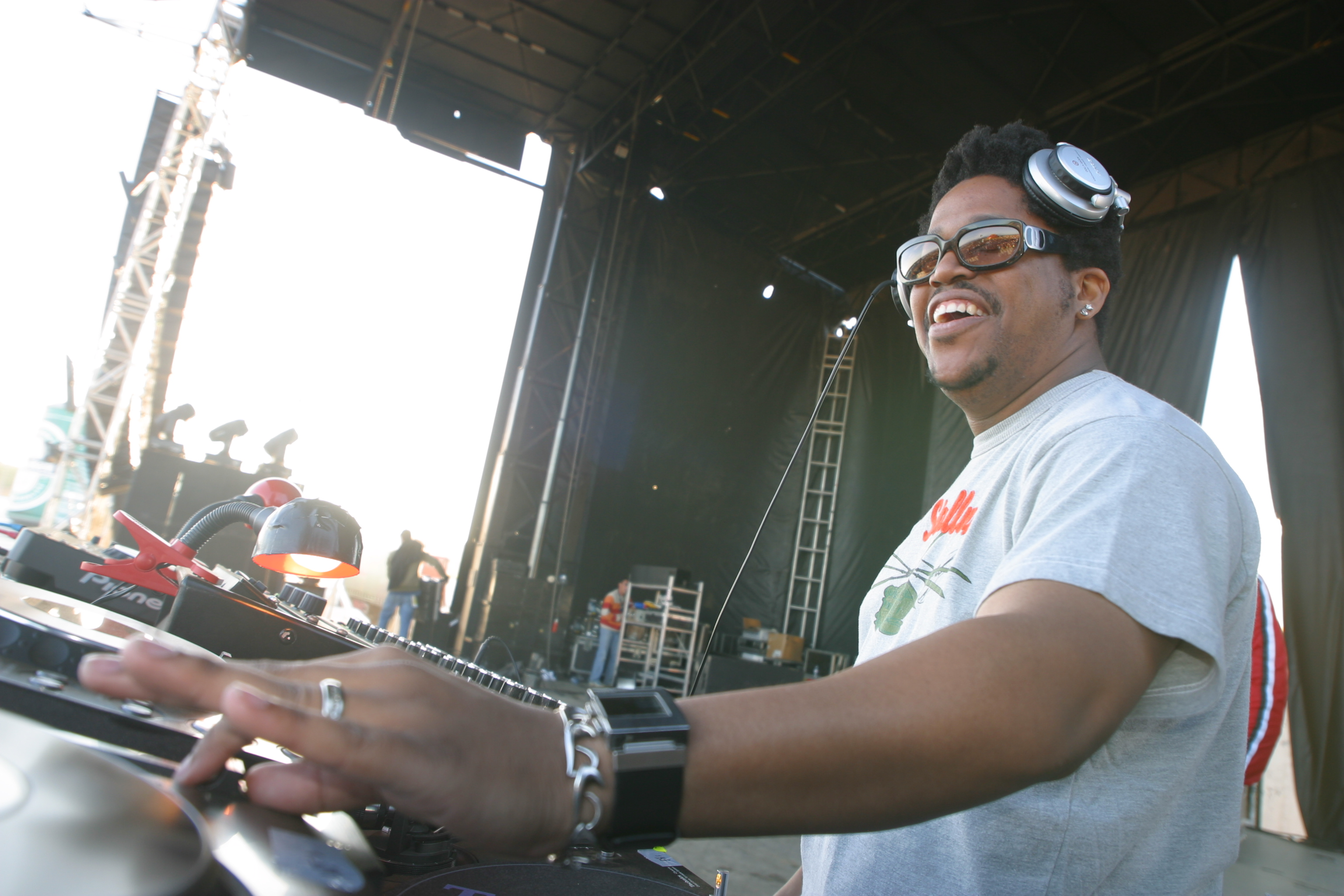
Felix da Housecat en session au Portugal, en 2004.

Cependant, les parents plutôt religieux de Felix da Housecat désapprouvaient cet intérêt grandissant pour la scène de club et le découragent dans le développement de son talent. Après avoir passé ses diplômes du secondaire, il quitte Chicago et arrête totalement la musique pour entrer à l'Alabama State College. Après avoir perdu tout intérêt pour la house pendant quelques années, Felix y revient avec le soutien de DJ Pierre, il recommence à produire et mixer.
En 1992, il crée son premier succès avec le single Thee Dawn sur Guerilla Records. La célébrité commence alors pour lui, surtout en Europe. L'année qui suivit, il crée dans le même style By Dawn's Early Light et Thee Industry Made Me Do It qui consolidèrent sa réputation. Un des moments clés dans les années 1990 pour Felix Da Housecat est aussi la sortie de son single In the Dark We Live (Thee Lite) sous son pseudonyme Aphrohead. L'original avait été réalisé sur le label anglais Bush, et diffusé aux États-Unis sur le label Emotive Records. Dave Clarke signera un remix de ce titre qui est alors plutôt joué dans les clubs underground.
Peu après Felix fonde le label Radikal Fear Records, qui devient rapidement un des plus avant-gardistes labels house au monde, produisant des artistes tels que Mike Dunn, DJ Sneak et Armando aussi bien que Felix lui-même et beaucoup d'autres. En 1995, il réalise sa première longue réalisation Alone in the Dark (sous le nom de Thee Maddkatt Courtship) sur le label Deep Distraxion, suivi d'une compilation sur Radikal Fear, The Chicago All Stars, et un album de mix nommé Clashbackk Compilation Mix. Un autre LP, Metropolis Present Day? Thee Album! suit en 1995. 
En 1999, il reveint avec le single electro estival My Life Musik qui faisait partie de son nouveau contrat avec le label London Records. Il a aussi annoncé le début de créations en studio avec son camarade de classe Tyrone « Visionary » Palmer, qui chante plus tard le single de slam This World. L'album, I Know Electrikboy, reste cependant comme une anomalie. Les politiques internes du label auraient fait que l'album n'est jamais sorti ni aux États-Unis ni au Royaume-Uni, même si quelques copies sont bizarrement apparues sur le marché.
En 2009, Felix sort He Was King, sur Nettwerk.

## Discographie

### Albums studio
- 1995 : Metropolis Present Day? Thee Album!
- 1997 : Clashbackk Compilation Mix
- 1997 : Transmissions, Vol. 2
- 1999 : I Know Electrikboy
- 2001 : Kittenz and Thee Glitz
- 2002 : Excursions
- 2002 : Rocketmann!
- 2003 : A Bugged Out Mix
- 2005 : Playboy: The Mansion Soundtrack
- 2005 : Past, Present and Future House and Electro
- 2007 : Virgo Blaktro and the Movie Disco
- 2008 : GU034: Felix Da Housecat, Milan
- 2009 : He Was King
- 2011 : Son of Analogue
- 2013 : Sinner Winner / Give Me Body
- 2013 : I Just Want to Be a Lesbian
- 2015 : Narrative of Thee Blast Illusion

### Singles et EP
- 1987 : Phantasy Girl
- 1987 : Anotha Level
- 1987 : Little Bloo
- 1987 : Marine Mood
- 1987 : Trippin' on A Trip
- 1995 : Footsteps of Rage
- 1996 : Smak Dat Ass
- 1997 : Dirty Mother
- 2002 : Silver Screen
- 2002 : Madame Hollywood
- 2002 : Madame Hollywood Remixes
- 2003 : Silver Screen Shower Scene (écrit par Tommie Sunshine) (2003)
- 2003 : Cyberwhore
- 2004 : Rocket Ride (écrit par Tommie Sunshine) (apparaît dans Need for Speed: Underground 2 comme une chanson EA Trax de Electronic Arts)
- 2004 : Ready 2 Wear
- 2004 : Watching Cars Go By
- 2006 : Jack U
- 2006 : Tweak
- 2007 : Future Calls the Dawn/Sweetfrosti
- 2007 : It's Been A Long Time
- 2007 : It's Your Move
- 2007 : Something 4 Porno
- 2008 : Radio
- 2008 : Artificial (avec Kris Menace)
- 2010 : Thee Anthem
- 2013 : Sinner Winter
- 2014 : Styrax Special
- Housekatts Mousetrap

### Remixes
- 1993 : Aphrohead - In The Dark We Live (Da House Cat's - Thee Unreleased Mix)
- 1994 : Phuture - Spirit (Da Housecat Mix) (1994)
- 1994 : Fade 2 Tha Phuture - Migraine Headache (Housecat Radikal Mix)
- 1994 : Wanda Rogers - Prove Your Love (Felix's Original Mix)
- 1994 : X-Press 2 - Hip-Housin' (Thee Housecat Soundclash Mix)
- 1994 : The Believers - Essence of Life (Housecat Radical Fear Mix)
- 1994 : Sharkimaxx - Clashback (Housecat Soundclash Mix)
- 1994 : Roy Davis Jr. - Heart Attack (Housecat's Radikal Fear Mix)
- 1994 : Various - Trancesylvania 4 (Felix Da Housecat Remix)
- 1994 : Various - Cherry Moon (Felix Da Housecat Remix)
- 1995 : Kylie Minogue - Where is the Feeling (Da Klubb Feelin Mix)
- 1995 : Diana Ross - Take Me Higher (Felix Da Housecat mix) (1995)
- 1995 : Eurogroove - It's On You (Scan Me) (Felix Da Housecat mix) (1995)
- 1995 : Yves Deruyter IV - Calling Earth (Earthshaker mix) (1995)
- 1995 : Storm / The Music Choir / Freedom -  I'm A Sex Maniac / Get Down To Love / Love Don't Come Easy (Felix Da Housecat Remixes)
- 1995 : Yoshinori Sunahara - MFRFM (Music for Robot for Music) (Da Radikal Fear mix) (1995)
- 1996 : Blakkat - Ario's Garden (Aphrohead Mix)
- 1996 : Roach Motel – The Night (Thee Maddkatt Mix)
- 1996 : Roach Motel – The Night (Thee Aphrohead Mix)
- 1996 : The Visionary - Free My Soul (Da Housecat's Soul Mix)
- 1996 : Lynn Crouch - Dirtymotha (Felix's Catbitch Mix)
- 1997 : Phuture - Your Only Friend (Felix Da Housecat Remix)
- 1997 : Various - Aphropitch (Felix Da Housecat Remix)
- 1998 : M People - One Night In Heaven (Thee Def Radio Mix)
- 1999 : Pet Shop Boys - I Don't Know What You Want But I Can't Give It Any More (Thee Maddkatt courtship 80 Witness Mix)
- 2000 : Ladytron - Playgirl (Felix Da Housecat Thee grooveRetro Radio Mix)
- 2001 : Garbage - Androgyny (Thee Glitz Mix)
- 2001 : Manic Street Preachers - Let Robeson Sing (Thee electroretro club mix By Felix Da Housecat)
- 2001 : The Disco Boys Feat. RB - Born To Be Alive (Felix Da Housecat's Chicago tracky glitz remix)
- 2001 : Playgroup - Number One (Electroretro Remix Radio Edit)
- 2001 : Curtis - Worldwide (Felix Da Housecat's Glitz Remix)
- 2001 : Skymoo - Always & Forever (Felix Da Housecat's Thee Retrolectro Mix)
- 2001 : Garbage - Androgyny (Thee Glitz Mix) et Androgyny (Thee Drum Drum Mix)
- 2001 :  Dajaé - Everyday My Life (Everyday Extended Mix)
- 2002 :  Lady D. - High Again  (Thee glitz Instrumental)
- 2002 : New Order - Here to Stay (Felix Da Housecat Extended Glitz Mix)
- 2003 : The Chemical Brothers - Get Yourself High (Felix Da Housecat's Chemical Meltdown Mix)
- 2003 : Holly Valance - State of Mind (Felix Da Housecat's Dub)
- 2003 : Nina Simone - Sinner Man (Felix Da Housecat's Heavenly House Mix) (2003), clip vidéo réalisé par John Gabriel Biggs
- 2003 : Madonna - American Life (Felix Da Housecat's Devin Dazzle Club Mix)
- 2003 : Madonna - Die Another Day (Thee RetroLectro Mix)
- 2003 : Mylène Farmer - Je t'aime mélancolie (Felix Da Housecat Remix)
- 2003 : Mylo - Drop the Pressure (Felix Da Housecat Remix)
- 2003 : Pet Shop Boys - London (Three Radikal Blaklight Edit)
- 2004 : Britney Spears - Toxic (Felix Da Housecat's Club Mix)
- 2005 : Gwen Stefani - What You Waiting For? (The Rude Ho Mix by Felix Da Housecat)
- 2007 : Buy Now - For Sale (Felix Da Housecat Remix)
- 2007 : Disco Boys - Born to Be Alive (Felix Da Housecat Remix)
- 2008 : Paola e Chiara - Vanity and Pride (Felix Da Housecat Club Mix))
- 2009 : Passion Pit - Little Secrets (Felix Da Housecat Pink Enemy Remix)
- 2009 : Uffie - Pop the Glock (Felix Da Housecat's Pink Enemy Remix)